# هلال سعید المسماری
هلال سعید المسماری (انگلیسی: Hilal Saeed؛ زادهٔ ۲۴ مارس ۱۹۸۲) بازیکن فوتبال اهل امارات متحده عربی است.
از باشگاه‌هایی که در آن بازی کرده‌است می‌توان به باشگاه فوتبال الامارات امارات، باشگاه ورزشی الفجیره امارات، باشگاه فوتبال العین، و باشگاه فوتبال النصر امارات اشاره کرد.